# Poeltinula cerebrina
Poeltinula cerebrina är en lavart som först beskrevs av Augustin Pyrame de Candolle, och fick sitt nu gällande namn av Hafellner. Poeltinula cerebrina ingår i släktet Poeltinula och familjen Rhizocarpaceae.   Inga underarter finns listade i Catalogue of Life.